# Clădirea fostei Camere Fiscale din Chișinău
Clădirea fostei Camere Fiscale este un monument istoric, de arhitectură și de artă de însemnătate națională din orașul Chișinău. Construită în 1895-1903 în stil eclectic cu elemente renascentiste, a fost sediul Administrației financiare până la cel de-al doilea război mondial.

## Istoric
Clădirea a servit ca sediu al Administrației financiare atât în perioada gubernială, cât și în cadrul României Mari. A fost avariată în timpul celui de al doilea război mondial, fiind reconstruită în 1946-1948 sub conducerea arhitectei Etti-Rosa Spirer. Din 1964 este blocul central al Universității Tehnice a Moldovei; pe fațada principală se află bustul primului rector al UTM, academicianul Sergiu Rădăuțan.

## Descriere
Imobilul cu destinație publică este amplasat la colțul cartierului, la intersecția bulevardului Ștefan cel Mare și Sfânt cu strada Mitropolit Petru Movilă. Inițial avea un plan alungit, construit cu două niveluri și un demisol, ridicat în partea căderii reliefului. În interior era un coridor cu cabinetele aranjate pe o parte și cu deschidere într-un hol larg. S-a păstrat scara festivă cu trepte și grilaj din fontă. În perioada interbelică la clădire a fost alipit un corp lateral, orientat în adâncul cartierului. La reconstrucția din anii postbelici s-a păstrat soluția planimetrică și compoziția fațadelor, în același timp fiind adăugat etajului trei. Odată cu adaptarea în 1964 a imobilului ca sediu pentru o instituție de învățământ, la clădire a fost adăugată o sală de festivități, aliniată străzii Mitropolit Petru Movilă. În rezultat planul a obținut o formă de careu, caracteristică instituțiilor de învățământ.

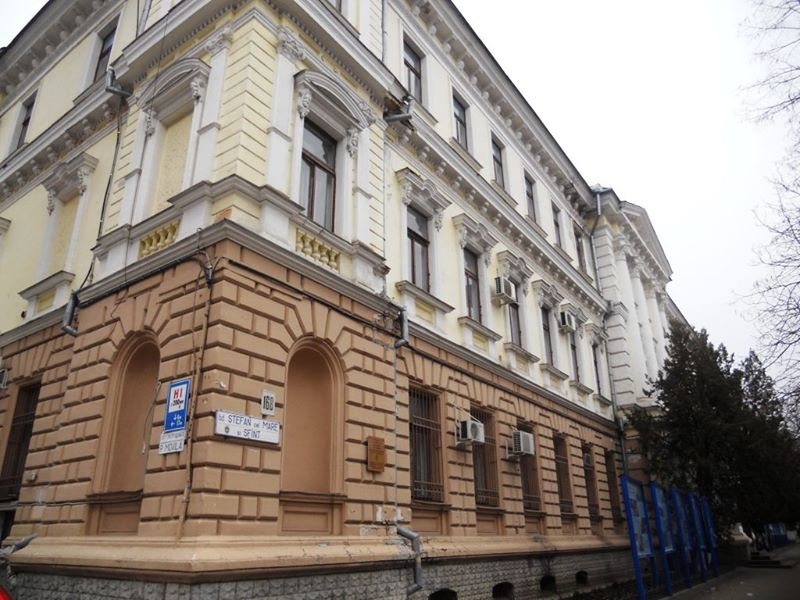
Colțul de la intersecția str. Petru Movilă (stânga) și bd. Ștefan cel Mare (dreapta)

Fațada principală a avut la început o compoziție simetrică, cu trei rezalite plate, între care se aflau șase axe de goluri de ferestre rectangulare. Paramentul clădirii era tencuit neted la etaj și în bosaje orizontale la parter și pe suprafața rezalitelor laterale. Ancadramentele ferestrelor sunt soluționate diferit: la parter ramele sunt subțiri și bolțarii incluși în desenul asizelor paramentului, iar la etaj cornișele susținute de console, suprapuse ancadramentelor, sunt sprijinite pe tumbe cu panouri sub pervazuri.
Rezalitele laterale, compuse dintr-o axă de coluri, aveau la parter firide semicirculare pentru amplasarea sculpturilor alegorice. La etaj golurile ferestrelor erau evidențiate de semicoloane, care sprijineau cornișe în segment de cerc, flancate de pilaștri. Rezalitele aveau frontoane în segment de cerc, pe fundalul unui atic rectangular, soluție repetată pe fațadele lor laterale.
În rezalitul central, la parter, se afla porticul intrării de onoare, alcătuit din doi piloni pătrați în secțiune (construit sub forma unui tambur), care susțin balconul de la etaj. Partea centrală a rezalitului prezintă un portic alcătuit din patru semicoloane angajate ale ordinului ionic, cu trei goluri mari de ferestre în plinurile dintre ele, în arc în plin cintru. Porticul era în trecut finisat printr-un antablament masiv, inclus în compoziția parapetului clădirii, dominat de un atic cu un medalion în semicerc cu stema și denumirea instituției.
În urma refacerilor ulterioare, clădirea fiind înălțată cu un nivel și lărgită cu o porțiune de cinci axe de goluri, cu același ritm metric al amplasării. Aspectul a devenit mai monumental. Fațada nouă a păstrat compoziția veche, permițând observarea porțiunii noi, a etajului înălțat deasupra cornișei vechi, păstrate ca un brâu dintre etaje. Cornișa nouă, cu soluție identică celei vechi, dar mai evazată, este proporțională întregului edificiu. Porticul etajului, alcătuit din patru coloane, a fost continuat pe suprafața etajului trei, obținând o terminație de fronton triunghiular.